# 富士フイルム女子バレーボール部
富士フイルム女子バレーボール部（ふじフイルムじょしバレーボールぶ）は、神奈川県南足柄市を本拠地に活動していた、富士フイルムの女子バレーボールチームである。

## 概要
富士フイルムは1950年代後半からバレーボールの強化に積極的に取り組みを始め、1960年に女子バレーボール部を創部した。すでに男子チームを運営しており、同社は男女2チームを持つことになった。
1970年第1回実業団リーグに優勝し、翌年日本リーグ入りを果たす。日本リーグで男女チームが同時にリーグ入りしたのは初めてのことであった。その活動は社内はもとより、地域自治体や小中学生らの大会を後援するなど幅広いものであった。
しかしその後、須藤佳代子ら全日本選手を輩出するも、チーム成績は上がらず、日本リーグと実業団リーグの昇格降格を繰り返す。一方、男子チームは日本リーグで5連覇するなどチーム成績には大きな差がついた。日本リーグがVリーグに衣替えした1995年に女子チームは廃部となった。男子チームも経費節減のため2002年に廃部となり、富士フイルムが運営したバレーボールチームは消滅した。

## 成績

### 主な成績
日本リーグ
- 優勝　なし
- 準優勝　なし

実業団リーグ
- 優勝　2回 - 1969年度、1972年度
- 準優勝　4回 - 1970年度、1983年度、1988年度、1992年度

全日本都市対抗バレーボール優勝大会/黒鷲旗大会
- 優勝　なし
- 準優勝　1回 - 1977年度

国民体育大会一般女子（6人制）
- 優勝　なし
- 準優勝 1回 - 1974年

### 年度別成績
| 大会名       | 大会名            | 順位   | 参加チーム数 | 試合数 | 勝 | 敗 | 勝率  |
| ------------ | ----------------- | ------ | ------------ | ------ | -- | -- | ----- |
| 実業団リーグ | 第1回 (1969/70)   | 優勝   | 6チーム      | 10     | 9  | 1  | 0.900 |
| 実業団リーグ | 第2回 (1970/71)   | 準優勝 | 6チーム      | 10     | 8  | 2  | 0.800 |
| 日本リーグ   | 第5回 (1971/72)   | 6位    | 6チーム      | 10     | 1  | 9  | 0.100 |
| 実業団リーグ | 第4回 (1972/73)   | 優勝   | 6チーム      | 10     | 9  | 1  | 0.900 |
| 日本リーグ   | 第7回 (1973/74)   | 5位    | 6チーム      | 10     | 3  | 7  | 0.300 |
| 日本リーグ   | 第8回 (1974/75)   | 4位    | 6チーム      | 10     | 4  | 6  | 0.400 |
| 日本リーグ   | 第9回 (1975/76)   | 6位    | 6チーム      | 10     | 2  | 8  | 0.200 |
| 日本リーグ   | 第10回 (1976/77)  | 6位    | 6チーム      | 10     | 1  | 9  | 0.100 |
| 日本リーグ   | 第11回 (1977/78)  | 5位    | 6チーム      | 10     | 2  | 8  | 0.200 |
| 日本リーグ   | 第12回 (1978/79)  | 5位    | 6チーム      | 10     | 4  | 6  | 0.400 |
| 日本リーグ   | 第13回 (1979/80)  | 5位    | 6チーム      | 10     | 2  | 8  | 0.200 |
| 日本リーグ   | 第14回 (1980/81)  | 5位    | 8チーム      | 14     | 6  | 8  | 0.429 |
| 日本リーグ   | 第15回 (1981/82)  | 7位    | 8チーム      | 21     | 4  | 17 | 0.190 |
| 実業団リーグ | 第14回 (1982/831) | 3位    | 6チーム      | 10     | 7  | 3  | 0.700 |
| 実業団リーグ | 第15回 (1983/84)  | 準優勝 | 8チーム      | 14     | 12 | 2  | 0.857 |
| 日本リーグ   | 第18回 (1984/85)  | 7位    | 8チーム      | 21     | 5  | 16 | 0.238 |
| 日本リーグ   | 第19回 (1985/86)  | 8位    | 8チーム      | 21     | 1  | 21 | 0.048 |
| 実業団リーグ | 第18回 (1986/87)  | 3位    | 8チーム      | 14     | 9  | 5  | 0.643 |
| 実業団リーグ | 第19回 (1987/88)  | 3位    | 8チーム      | 14     | 11 | 3  | 0.786 |
| 実業団リーグ | 第20回 (1988/89)  | 準優勝 | 8チーム      | 14     | 11 | 3  | 0.786 |
| 日本リーグ   | 第23回 (1989/90)  | 8位    | 8チーム      | 14     | 1  | 13 | 0.071 |
| 実業団リーグ | 第22回 (1990/91)  | 3位    | 8チーム      | 14     | 8  | 6  | 0.571 |
| 実業団リーグ | 第23回 (1991/92)  | 4位    | 8チーム      | 14     | 7  | 7  | 0.500 |
| 実業団リーグ | 第24回 (1992/93)  | 準優勝 | 8チーム      | 14     | 11 | 3  | 0.786 |
| 実業団リーグ | 第25回（1993/94)  | 6位    | 8チーム      | 14     | 6  | 8  | 0.429 |
| 実業団リーグ | 第26回（1994/95)  | 5位    | 8チーム      | 14     | 6  | 8  | 0.429 |

## 主な在籍選手
- 清水和子
- 田中保代
- 湯山和子
- 坂井三和子
- 尾形恵子
- 飯山玲子
- 霜田智子
- 平田史絵
- 水野広美
- 須藤佳代子
- 松尾栄里（旧名:キャロル・ピーターセン、キャロル松尾）
- 池知晶代
- 野田純代
- 山下則子
- 富塚和美